# La-Penca-Attentat

Lage des Departamento Río San Juan in Nicaragua

Das La Penca-Attentat am 30. Mai 1984 war ein im Contra-Krieg ausgeführter Sprengstoffanschlag auf Edén Pastora Gómez im heutigen nicaraguanischen Departamento Río San Juan. Der Sprengsatz explodierte während einer internationalen Pressekonferenz in Pastoras Hauptquartier, der Finca La Penca. Während Pastora lediglich an beiden Beinen verletzt wurde, starben drei costa-ricanische Journalisten und ein Mitglied von Pastoras Contra-Organisation Alianza Revolucionaria Democrática (ARDE); mehr als ein Dutzend Personen wurden zum Teil schwer verletzt. Die Hintergründe der Tat sind bis heute nicht restlos geklärt. Der mutmaßliche Attentäter, der argentinische Staatsbürger Vital Roberto Gaguine (* 23. Juni 1953), der unter der Legende des dänischen Journalisten Per Anker Hansen operierte, starb offenbar im Januar 1989 bei einem Überfall auf die La-Tablada-Kaserne nahe Buenos Aires. Der Modus Operandi des Anschlags, bis zu diesem Zeitpunkt einmalig in der Geschichte des Journalismus und des Terrorismus, kam am 9. September 2001 in Afghanistan beim Attentat auf Ahmad Schah Massoud erneut zur Anwendung.

## Politische Hintergründe
1982 hatte Pastora im Grenzgebiet von Nicaragua zu Costa Rica die Guerillaorganisation ARDE gegründet, um gegen die sandinistische Regierung in Managua zu kämpfen. Pastora sah und sieht sich bis in die Gegenwart nicht als Contra, sondern als Vertreter eines authentischen Sandinismus. Die CIA, die die Contraoperationen in Honduras koordinierte und auch ARDE finanziell unterstützte, versuchte Pastora zu einer Zusammenarbeit mit den dortigen Contragruppen zu bewegen, was der Guerillaführer strikt ablehnte.

## Das Attentat

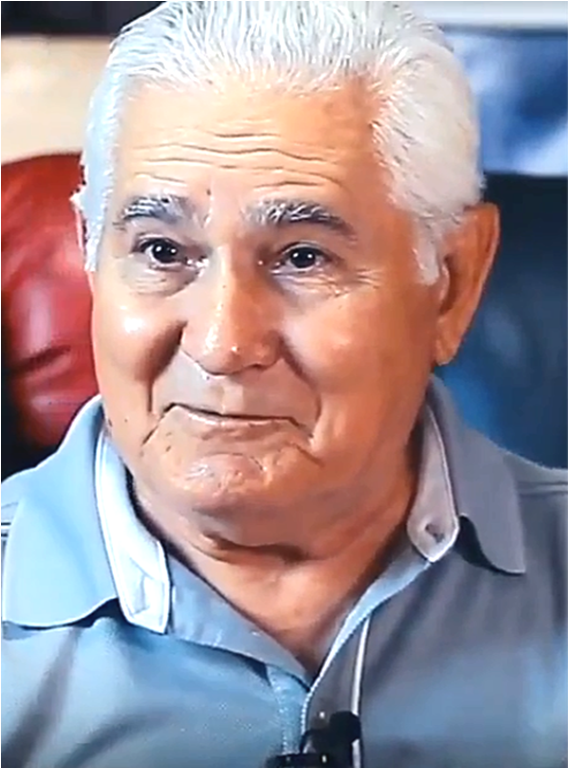
Edén Pastora Gómez, 2020

Ende Mai 1984 lud Pastora Vertreter der internationalen Presse, zum größten Teil Costa-Ricaner, im Operationsgebiet auf nicaraguanischem Territorium zu einer Konferenz ein. Der Hintergrund für die Einladung war, dass ihm die CIA bis Ende Mai ein Ultimatum gestellt hatte; entweder schließe sich ARDE den Contras in Honduras an oder die CIA-Hilfe werde eingestellt. Die meisten Journalisten reisten aus der Hauptstadt San José an und wurden im Grenzgebiet von motorisierten pangas (Booten) aufgenommen. Pastoras Hauptquartier war die Finca La Penca an der Einmündung des Río San Carlos in den Río San Juan, gut 50 km Luftlinie östlich der nicaraguanischen Ortschaft El Castillo. Soweit bekannt, war La Penca, das heute nicht mehr existiert, nur auf dem Wasserweg erreichbar.
Ursprünglich sollte die Veranstaltung am Morgen des 31. Mai 1984 abgehalten werden, doch drängten die Journalisten auf eine sofortige Konferenz. Offenbar gegen 19.00 Uhr explodierte inmitten der Veranstaltung eine Bombe, gut 20 Personen wurden zum Teil schwer bzw. tödlich verletzt. Das Attentat führte zu einem panikartigen Aufbruch sowohl der Journalisten als auch der ARDE-Mitglieder, da die nächste professionelle medizinische Versorgung der Verletzten nur in Krankenhäusern in San José möglich war. Die Verletzten wurden mit den pangas zurück auf costa-ricanisches Territorium transportiert, in einem Hospital in Quesada provisorisch versorgt und später nach San José transportiert.

## Folgen
Unmittelbar infolge des Anschlags starben:
1. die US-amerikanische Journalistin Linda Frazier, 38 Jahre alt,
2. der costa-ricanische Journalist Jorge Quirós Piedra,
3. der costa-ricanische Fernsehkameramann Evelio Sequeira,
4. die ARDE-Guerillera Rosa „Rosita“ María Zembrano

Mehrere Journalisten wurden schwer verletzt und erlitten bleibende Schäden, so die costa-ricanischen Journalisten Nelson Murillo, José Rodolfo Ibarra und Roberto Cruz, der 2003 an den Folgen des Attentats starb. Schwer verletzt wurde auch die britische Journalistin Susan Morgan. Über die ARDE-Opfer ist wenig bekannt. Pastora wurde nach einem kurzen Aufenthalt in San José nach Venezuela ausgeflogen und erholte sich nach einigen Wochen von seinen Verletzungen. Nach einem Bericht der nicaraguanischen Tageszeitung La Prensa vom 30. August 2011 starben in Folge des Attentats noch drei weitere Personen, offenbar ARDE-Mitglieder, so dass sich die Zahl der Opfer auf 7 erhöhte.

## Ermittlungen
Sowohl die internationalen journalistischen Recherchen als auch die juristischen Ermittlungen von costa-ricanischer Seite wurden offenbar dadurch behindert, dass der Tatort aufgrund seiner Lage in einem Kriegsgebiet schwer zugänglich war. Ob er professionell untersucht wurde, ist unklar. Die Zeugenaussagen der Anwesenden dienten als wesentliche Basis der Untersuchungen.
Von vornherein wurde über die intellektuellen Urheber des Attentats in zwei Richtungen spekuliert. Die costa-ricanische Presse ging davon aus, dass das Attentat vom sandinistischen Geheimdienst DGSE (Directorio General para la Seguridad del Estado = Generaldirektorium für die Staatssicherheit) ausgeführt worden war, um Pastora als Führer einer Contra-Fraktion auszuschalten. Das DGSE unterstand dem Innenministerium MINT unter Tomás Borge und wurde von Reinaldo „Lenín“ Cerna Juárez (Jg. 1947) geführt.
Pastora selbst und die mit den Sandinisten sympathisierende linksliberale westliche Presse vermuteten einen Anschlag der CIA oder der Contra, da sich Pastora geweigert hatte, mit den in Honduras operierenden Contragruppen unter Enrique Bermúdez zusammenzuarbeiten. Diese These vertrat Pastora noch 1987, so der Spiegel:
Er glaubt, daß der Bombenanschlag, dem im Mai 1984 bei einer seiner Pressekonferenzen in La Penca neun Menschen, darunter drei Journalisten, zum Opfer fielen, auf das Konto der CIA geht. „Die wollten mich töten, die wollten keine Revolutionäre“.
Nach Pastora seien für die CIA Nationalisten wie er noch gefährlicher als Kommunisten. Besonders intensiv recherchierte die US-amerikanische Journalistin Martha Honey, deren Ergebnisse auch in einer auf Deutsch publizierten Studie veröffentlicht wurde („Das Attentat von La Penca. Geheimer Krieg gegen Nicaragua“, Zürich 1988). Honey und ihre Mitautoren schlossen die Beteiligung der sandinistischen Staatssicherheit kategorisch aus. Als gesichert konnte zu diesem Zeitpunkt gelten, dass
1. sich die Bombe in einem Metallkoffer für eine Kameraausrüstung des angeblichen dänischen Journalisten „Per Anker Hansen“ befunden hatte,
2. „Hansen“ von dem schwedischen Journalisten Peter Torbiörnsson (Jg. 1941), der Kontakte zu Pastora und daher dessen Vertrauen besaß, auf die Pressekonferenz eingeschleust worden war.
„Hansen“ war nach dem Attentat in Quesada untergetaucht und blieb verschwunden. Die Überlebenden der Pressekonferenz erinnerten sich übereinstimmend daran, dass sich der „Däne“ auffällig benahm und sehr besorgt um seine Kamera-Ausrüstung war. Er hatte den Metallkoffer kurz vor der Explosion im Konferenzraum abgestellt und diesen umgehend verlassen. „Hansen“ war daher bei der Explosion nur durch einige Splitter verletzt worden.
Auch die costa-ricanischen Behörden ermittelten in Richtung CIA und verdächtigten den Exil-Kubaner Felipe Vidal und den US-Staatsbürger John Floyd Hull (Jg. ca. 1921), der in Costa Rica mehrere Farmen betrieb, auf denen auch Landepisten für Kleinflugzeuge angelegt worden waren, der Mittäterschaft. Diese Ermittlungen wurden jedoch offenbar von US-Seite nicht unterstützt. Eine von Honey/Avirgan mit Hilfe des Christic-Institutes angestrengte Klage in den USA scheiterte offiziell aus Mangel an Beweisen. Angeblich war Hull in die Finanzierung der Contras durch Drogenschmuggel involviert, der über seine Farmen abgewickelt wurde.
1993 wurde die CIA-These von zwei weiteren US-amerikanischen Journalisten, Juan Tamayo und Doug Vaughan, hinterfragt. Am 1. August 1993 publizierte Tamayo im Miami Herald den Artikel „’84 Bomb Mystery Unravels Sandinistas Tied to Jungle Deaths“. Auch Honey hatte bereits ermittelt, dass „Per Anker Hansen“ nur die Legende einer unbekannten Person war, die den gestohlenen Reisepass des Dänen Hansen benutzt hatte. Honey vermutete, dass es sich bei dem Attentäter um den libyschen Rechtsextremisten Amac Galil handelte.
Tamayo und Vaughn hingegen gingen davon aus, dass der Attentäter mit dem offenbar inzwischen verstorbenen Argentinier Vital Roberto Gaguine (* 23. Juni 1953) identisch war, der schon seit dem Sieg der nicaraguanischen Revolution 1979 zusammen mit andern argentinischen Linken für die Sandinisten tätig gewesen war. Nach Tamayo gelang die Identifizierung Gaguines durch einen 1990 in Panama aufgefundenen Fingerabdruck. Gaguine war am 23. oder 24. Januar 1989 bei einem Überfall einer linken Splittergruppe auf eine argentinische Armeekaserne in La Tablada bei Buenos Aires zusammen mit gut anderen 30 Guerilleros ums Leben gekommen. Der echte Per Anker Hansen, seinerzeit Student, hatte seinen Reisepass 1979/80 in Dänemark als verloren gemeldet und die in dem Pass bis 1984 vermerkten Transitländer nie besucht.
Obwohl auch Gaguines Vater Samir 1993 seinen Sohn auf Fotos von „Hansen“ identifizierte, bestanden für die costa-ricanischen Behörden auch 2008 noch Zweifel an dessen Identität, die erst Ende 2013 durch eine DNA-Analyse und Fingerabdruckabgleiche beseitigt wurden.
2009 trat Torbiörnsson überraschend mit der Behauptung an die Öffentlichkeit, das Attentat sei tatsächlich von der nicaraguanischen Staatssicherheit DGSE begangen und er sei als „nützlicher Idiot“ (Spanisch: „tonto útil“) missbraucht worden. Er habe mit den Sandinisten sympathisiert und für sie auch Aufklärung betrieben. Der ihm unbekannte „Hansen“ sei auf Bitten des kubanischen DGSE-Mitarbeiters Andrés Barahona López alias Renán Montero Corrales auf die Konferenz eingeschleust worden. Er sei aber seinerzeit davon ausgegangen, dass es sich bei „Hansen“ um einen DGSE-Agenten gehandelt habe, der lediglich nachrichtendienstliche Aufklärung betreiben sollte. Torbiörnsson erklärte, dass er seit dem Attentat unter schweren Gewissensbissen leide, weil er sich für die Opfer verantwortlich fühle, jedoch aus Sympathie für die Sandinisten bislang geschwiegen habe. Er drehte den Dokumentarfilm Last Chapter. Goodbye Nicaragua (Nicaragua/Schweden/Spanien 2010), für dessen Produktion er auch Interviews in Nicaragua, so mit Ex-Innenminister Tomas Borge und Pastora selbst führte. Borge bestritt alle Vorwürfe, Barahona López alias Montero verstarb 2009 in Havanna.
Pastora erklärte nach den Filmaufnahmen, Torbiörnsson und Gaguine seien Doppelagenten der CIA und des DGSE gewesen. Gegen Torbiörnssons Glaubwürdigkeit spreche, dass er sich erst nach 25 Jahren bereitgefunden habe, an die Öffentlichkeit zu treten, anstatt sich unmittelbar nach dem Anschlag zu offenbaren. Für ihn sei das Attentat Teil der damaligen Kriegshandlungen gewesen und somit Geschichte. Der Anschlag habe nicht den Journalisten gegolten, sondern ihm, und die Attentäter hätten vom DGSE auch nie den Auftrag erhalten, die Bombe auf einer Pressekonferenz zu zünden. Tatsächlich hatte der schwedische Journalist auch Ende der 1980er Jahre die Recherchen von Susan Morgan unterstützt, ihr jedoch nie offenbart, dass er für den DGSE tätig gewesen war. Morgan publizierte 1991 in London ihre eigenen Rechercheergebnisse: „In Search for the Assassin“.
In diesem Kontext trat Pastora noch mit der überraschenden These an die Öffentlichkeit, dass die Gründung von ARDE mit dem Oberbefehlshaber der Sandinistischen Volksheers, Humberto Ortega, abgesprochen gewesen sei. Nach Pastoras Darstellung sollte ARDE in dem Fall, dass der Contra-Krieg weiter eskalieren sollte, als „dritte Kraft“ zwischen Sandinisten und Contras auftreten und die Contras damit indirekt schwächen. Er habe Ortega 1990 auf das Attentat und eine mögliche Beteiligung des DGSE angesprochen. Dieser habe ihm erklärt, dass niemand außer ihnen beiden über den Charakter von ARDE informiert gewesen sei und er somit auch nicht für eine Operation des Geheimdienstes verantwortlich sei:
Edén, un secreto es entre dos. Si saben tres no es secreto … Menos nosotros, porque la Direccion Nacional estaba infiltraba.
(Edén, ein Geheimnis gibt es nur unter zweien. Wenn es drei wissen, ist es kein Geheimnis mehr … Vor allem unter uns, weil das Nationaldirektorium infiltriert war.)
Soweit bekannt, hat Ortega diese Aussage bislang weder bestätigt noch verneint.
Anfang Dezember 2013 stellte der Generalstaatsanwalt Costa Ricas, Jorge Chavarría Guzmán, die laufenden Ermittlungen ein, da aufgrund der zur Verfügung gestellten Unterlagen der argentinischen Behörden erwiesen sei, dass Garguine tatsächlich 1989 ums Leben gekommen sei und daher der eigentliche Attentäter nicht mehr angeklagt werden könne. Die intellektuellen Urheber des Attentats könnten in Costa Rica nicht ermittelt werden. Da der Fall inzwischen jedoch in Costa Rica als Verbrechen gegen die Menschlichkeit gewertet werde, könnten die Ermittlungen jederzeit wieder aufgenommen werden, falls neues Beweismaterial vorliegen sollte. Die Journalisten Murillo und Ibarra forderten, den Fall durch den Interamerikanischen Gerichtshof für Menschenrechte unabhängig untersuchen zu lassen.

## Erinnerungskultur
Am 30. Mai 2010 erklärte der costa-ricanische Präsident Óscar Arias Sánchez das Datum des Anschlags zum Día del Periodista („Tag des Journalisten“), der in zahlreichen lateinamerikanischen Staaten bereits seit Jahrzehnten eingeführt ist.